# Championnat des Samoa de football 2012-2013
Navigation
Édition 2010-2011 Édition 2014-2015
La saison 2012-2013 du Championnat des Samoa de football est la 34e édition du championnat national, appelé la Samoa Premier League. La compétition regroupe les douze meilleures formations de l'archipel, qui s'affrontent à deux reprises, en matchs aller-retour. A la fin de la saison, les deux derniers du classement sont relégués et remplacés par les deux meilleurs clubs de deuxième division.
C'est le Lupe o le Soaga qui termine en tête du championnat avec trois points d'avance sur Moaula United et quatorze sur le tenant du titre, Kiwi Football Club. Il s'agit du tout premier titre de champion des Samoa de l'histoire du club, qui réalise même le doublé en s'imposant face à Kiwi FC en finale de la Coupe des Samoa.

## Participants
- Kiwi Football Club
- Vaivase-Tai Football Club
- Moaula United FC
- Central United FC
- Apia Youth FC
- Goldstar Sogi FC
- Adidas Soccer Club
- Strickland Brothers Lepea
- One Way Wind FC
- Vaimoso SC
- Lupe o le Soaga
- + un club inconnu

## Compétition

### Classement final
Le classement est établi sur le barème de points classique (victoire à 3 points, match nul à 1, défaite à 0). 
| Rang | Équipe                    | Pts | J  | G  | N | P  | Bp  | Bc | Diff |
| ---- | ------------------------- | --- | -- | -- | - | -- | --- | -- | ---- |
| 1    | Lupe o le Soaga           | 59  | 22 | 19 | 2 | 1  | 63  | 16 | +47  |
| 2    | Moaula United FC          | 56  | 22 | 18 | 2 | 2  | 149 | 48 | +101 |
| 3    | Kiwi Football ClubT       | 45  | 22 | 14 | 3 | 5  | 80  | 36 | +44  |
| 4    | One Way Wind FC           | 37  | 22 | 11 | 4 | 7  | 55  | 37 | +18  |
| 5    | Adidas Soccer Club        | 37  | 22 | 11 | 4 | 7  | 66  | 48 | +18  |
| 6    | Vaimoso SC                | 35  | 22 | 10 | 5 | 7  | 62  | 38 | +24  |
| 7    | Apia Youth FC             | 34  | 22 | 11 | 1 | 10 | 40  | 54 | -14  |
| 8    | Central United FC         | 20  | 22 | 6  | 2 | 14 | 32  | 68 | -36  |
| 9    | Vaivase-Tai Football Club | 18  | 22 | 5  | 3 | 14 | 19  | 59 | -40  |
| 10   | Strickland Brothers Lepea | 17  | 22 | 5  | 2 | 15 | 40  | 71 | -31  |
| 11   | Goldstar Sogi FC          | 17  | 22 | 5  | 2 | 15 | 32  | 86 | -54  |
| 12   | Équipe inconnue           |     | 22 |    |   |    |     |    |      |

|  | Qualification pour la Ligue des champions de l'OFC 2014-2015 |
|  | Relégation directe en deuxième division                      |
|  | C : Vainqueur de la Coupe des Samoa T : Tenant du titre      |

## Bilan de la saison
| Championnat des Samoa de football 2012-2013 |                             |
| Champion                                    | Lupe o le Soaga (1er titre) |
| Coupes et trophées                          |                             |
| Vainqueur de la Coupe des Samoa 2012-2013   | Lupe o le Soaga             |
| Qualifications continentales                |                             |
| Ligue des champions de l'OFC 2014-2015      | Lupe o le Soaga             |
| Promotions et relégations                   |                             |
| Promus en Samoa Premier League              | Vaipuna SC                  |
| Promus en Samoa Premier League              | Vaitele Uta SC              |
| Relégués en First Division                  | Goldstar Sogi FC            |
| Relégués en First Division                  | Équipe inconnue             |